# Jean-Louis Baux
Pour les articles homonymes, voir Baux.
Jean-Louis Baux, dit Lebeau ou Lebeaux, fils de Pierre Baux et de Rose Marquier, né le 11 septembre 1780 à Carcassonne dans l’Aude, mort en 1849, est un général français.

## La carrière militaire
Le 6 mars 1798, il s’engage comme réquisitionnaire, en 1798, à la 4e demi-brigade de ligne, où il est nommé au grade de caporal le 8 janvier 1799 puis à l’emploi de fourrier 
En campagne, il est cité à la prise de Biberach le 29 avril 1800, à la tête de 12 grenadiers de tirailleurs. Le 6 septembre 1801, il passe aux  chasseurs à pied de la garde comme soldat.  Il retrouve ses galons de caporal le 30 du mois. Il est nommé au grade de sergent-major le 6 mars 1802 et accède à l’épaulette avec la fonction de lieutenant en second le 6 février 1805. Il reçoit la croix de chevalier de l’ordre impérial de la Légion d’honneur le 1er août 1805. En campagnes en Hollande, en Angleterre, sur le Rhin et en Allemagne de 1806 à 1809, il est nommé au grade de lieutenant en premier 28 mars 1807.
Au retour de la campagne de Russie qu'il fait avec les fusiliers-chasseurs, il reçoit  le commandement du 5e bataillon du 4e Régiment de Ligne, comme major et la croix d'officier de la Légion d'honneur le 6 avril 1813.
Passé en Espagne avec la division Dorsenne, en 1810, il commande, le 13 février 1811, une avant-garde de 75 hommes, qui franchit, au pas de course, le pont du village d'Amonelez, défendu, à l'extrémité, par 700 Espagnols qu'il met en fuite. Le 10 octobre de la même année, lors d'une escorte de général Bonet, avec un détachement de 200 voltigeurs, il apprend qu'un parti de 400 guérillas faisait un mouvement pour l'envelopper ; aussitôt il marche sur eux, les atteint à trois heures du matin au village de Matensa, les combat jusqu'au jour et enlève à la baïonnette le village, où il fait trente-cinq prisonniers.
Affecté au 4e régiment d’infanterie légère, dit Régiment de Monsieur en qualité de major le 19 mars 1813, il y est promu dans l’ordre de la Légion d’honneur en avril. En 1814, il fait campagne en Italie. Le 4 avril 1814, à Pithiviers, alors que son unité est chargée par 3 000 Cosaques, il est blessé de deux coups de sabre sur la tête et un coup de lance au côté droit. Il est cité. Le 11 octobre, il est fait chevalier de l’ordre royal et militaire de Saint-Louis.
À la suite de la convention du 30 mars 1814, une grande partie des troupes, ayant reçu l'ordre de s'éloigner de la capitale, le major Baux escortait, avec 1 200 hommes de son dépôt, un parc d'artillerie de la garde composé de 80 pièces de canon, dirigé sur Orléans, lorsque le 4 avril, aux environs de Pithiviers, il se vit attaqué en queue par un parti de 3 000 cosaques irréguliers; en peu d'instants, toute sa troupe est réunie à l'arrière garde, dans un carré formé par les voitures de bagages, et durant un combat de quatre heures, où il reçoit deux coups de sabre sur la tête et un coup de lance au côté; il donne le temps à son convoi de dépasser Neuville et d'atteindre tranquillement Orléans.
Nommé au 1er régiment d’infanterie légère, le Régiment du Roi, le 1er mars 1815, il est blessé d’un coup de feu au bras gauche le 18 juin. Il est licencié le 28 septembre et placé en position de non activité. 
Le major Baux commande le  1er de ligne à la bataille de mont Saint-Jean, où un coup de feu lui fracassa le bras gauche ; Il est admis à la retraite le 19 juin 1816 lors de l'avènement de la  seconde Restauration.
Autorisé à reprendre de l’activité au 56e régiment d’infanterie de ligne avec le grade de lieutenant-colonel le 6 septembre 1830, il passe au commandement du 57e régiment d’infanterie de ligne avec le grade de colonel, le 3 juin 1831. Il est promu au grade de commandeur de la Légion d’honneur le 30 avril 1835.

## La Légion étrangère
Désigné par le Ministre pour remplacer le colonel Bernelle, à la tête de la Légion étrangère en Espagne, il rejoint ses troupes le 16 août 1836, avec le grade de maréchal de camp au titre espagnol. Il est rapidement remplacé par le lieutenant-colonel Conrad et retrouve son commandement au 57e de Ligne. En fait le ministre de la guerre, ne veut pas compromettre la passation de consigne entre les colonels Bernelle et Conrad qui sont fâchés, aussi, il assure la relève du commandement en Espagne par un chef de corps « relais ».

## Le général
Admis à la 1e section des officiers généraux français, le 12 août 1839, avec le grade de maréchal de camp, il est nommé à la tête du département du Vaucluse en septembre, où il se distingue particulièrement pendant les inondations de 1841. Il est admis dans les réserves le 12 octobre 1842 et lors de la suppression de celles-ci, il est admis à la retraite le 12 avril 1848.
Il décède à son domicile parisien le 28 mars 1849.
Marié à madame veuve Legendre, née Le Roux, il est père d’une fille.
Commandeur de la Légion d'honneur le 30 avril 1835

## Source
- Répertoire des chefs de corps de Légion étrangère - Centre de documentation de la Légion étrangère - D’après archives SHD – Dossier 8 Yd 2892[précision nécessaire]